# وراتشوویتس-اورلوو
وراتشوویتس-اورلوو (به چکی: Vračovice-Orlov) یک منطقهٔ مسکونی در جمهوری چک است که در شهرستان اوستی ناد اورلیتسی واقع شده‌است.
 وراتشوویتس-اورلوو ۲٫۹ کیلومتر مربع مساحت و ۱۸۵ نفر جمعیت دارد و ۲۹۸ متر بالاتر از سطح دریا واقع شده‌است.